# Kodomo
Kodomomuke anime (子供向けアニメ?) este un termen japonez ce se traduce ca "animație destinată copiilor". El se referă la un gen de benzi desenate japoneze (manga) și desene animate (anime) care sunt destinate audienței cu vârste mai mici. Pentru mulți fani, din afara Japoniei, numele a fost scurtat în kodomo.

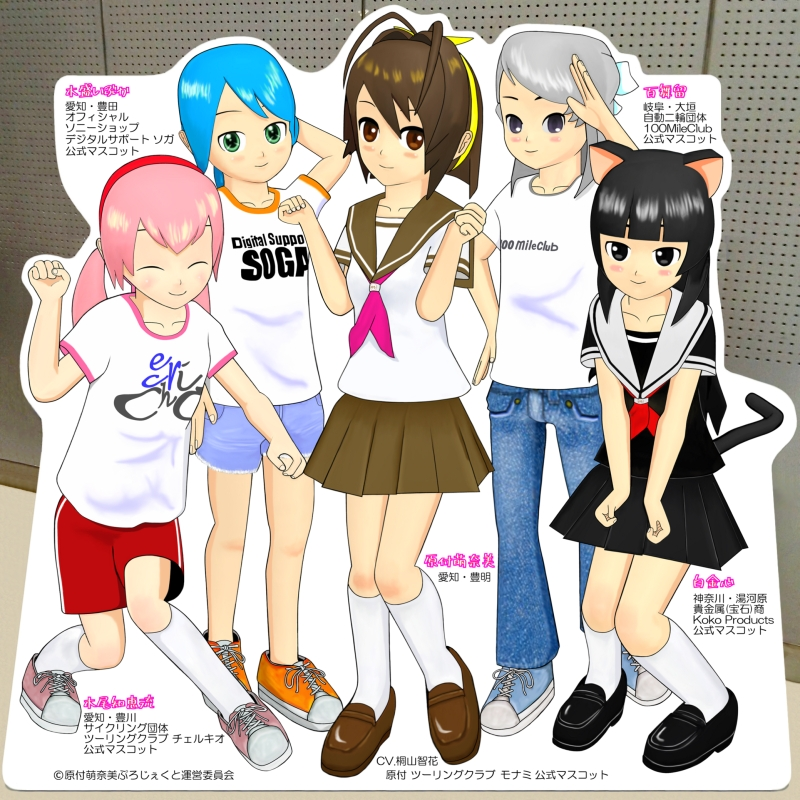

Operele din categoria "kodomo" sunt caracterizate (uneori subtil) de povești moralizatoare pentru a învața copii să fie civilizați și politicoși. Episoadele nu sunt legate între ele și conțin câte o poveste, adresându-se astfel atenției scurte a unui copil.

## Lista seriilor anime și manga kodomo
Example de serii "kodomo" includ:
- Doraemon. Povestea unui băiat și a robotului său venit din viitor pentru a-l feri de necazuri.
- Soreike! Anpanman. Povestea unui erou, al cărui cap este făcut din pâine, și a prietenilor săi (care sunt legume).
- Hamtaro. Povestea unui grup de hamsteri și a stăpânului lor.